# Dardez
Dardez är en kommun i departementet Eure i regionen Normandie i norra Frankrike. Kommunen ligger i kantonen Évreux-Nord som tillhör arrondissementet Évreux. År 2022 hade Dardez 131 invånare.

## Befolkningsutveckling
Antalet invånare i kommunen Dardez
Referens:INSEE